# Luftkönig
Luftkönig ist eine Variante des Fußball-Spiels, bei dem Tore nach Zuspiel aus der Luft per Direktabnahme erzielt werden. Für das Spiel existiert eine Vielzahl unterschiedlicher Namen wie Auspunkten, Ball-Auster (von „aus der Luft“), Hexenkessel, Hochball, Hoch-Eins oder Hoch hinein. Da es trotz der weiten Verbreitung keine offiziellen Wettkämpfe gibt, variieren die Regeln. Gespielt wird auf einem relativ kleinen Feld (z. B. Strafraum eines Fußballfelds) und nur auf ein Tor. Es werden mindestens drei Spieler benötigt. Es gibt keine Mannschaften, sondern es spielen alle gegen den Torwart, der jedoch häufig wechselt. Ziel der Feldspieler ist es, Tore zu schießen.

## Übliche Regeln
Am Anfang erhält jeder Spieler eine bestimmte Anzahl an Punkten und es wird der erste Torhüter bestimmt. Dieser startet mit einem Bonuspunkt und wird entweder durch einen Freiwilligen gestellt oder durch ein Spiel bestimmt.  
Nun beginnt das eigentliche Spiel, bei dem Tore nach hohem Zuspiel per Direktabnahme aus der Luft erzielt werden müssen. Auch zulässig sind Dropkicks. Pro erzieltem Tor verliert der Torwart einen Punkt.
Im Fünf-Meter-Raum bzw. in einem ähnlichen, vorher markierten Bereich vor dem Tor dürfen Tore nur mit dem Kopf oder auf andere Weise besonders erzielt werden (z. B. mit Hacke, Oberschenkel, Schulter). Der Torwart darf den Fünf-Meter-Raum nicht verlassen, wodurch sichergestellt werden soll, dass er die Feldspieler bei den Zuspielen nicht behindert.
Kommt der Ball eines Spielers im Toraus auf dem Boden auf, muss dieser daraufhin ins Tor. Der Schütze löst ebenso den Torwart ab, wenn der Torwart seinen Schuss über die Latte köpft („Rüberköpfen“), wenn der Torhüter den Ball fängt oder wenn ein Spieler bei einer misslungenen Vorlage direkt ins Aus oder ins Tor spielt.
Da der Ablauf grundsätzlich frei ist, obliegt die Beteiligung dem Einzelnen, wobei es üblich ist, dass die Feldspieler sich in gleicher Weise sowohl mit Vorlagen als auch mit Abschlüssen beteiligen.   
Hat ein Spieler keinen Punkt mehr, scheidet er aus. Der Spieler mit den meisten Punkten gibt nun den Torwart. Die beiden letzten verbleibenden Spieler tragen ein Elfmeterschießen aus, wobei jeder so viele Schüsse wie verbleibende Punkte hat. Der Sieger des Elfmeterschießens ist der Gewinner. 

## Spielweise und Varia
- Lattenschießen bzw. Lattenwerfen: Um zu bestimmen, wer am Anfang des Spiels den Torhüter gibt, wird von einer festgelegten Entfernung der Reihe nach auf die Latte gezielt (d. h. dem oberen Querbalken des Fußballtors).
- Aluminium rettet: Wenn der Ball, nach einem Schuss, bevor er ins Aus geht, den Pfosten oder die Latte trifft, muss der Schütze nicht ins Tor.
- Retten ist Pflicht: Ein Ball kann, obwohl er sich hinter dem Tor befindet, „gerettet“ werden, wenn dieser sich noch in der Luft befindet. Retten ist Pflicht meint, dass die Feldspieler sich gegenseitig unterstützen und versuchen müssen, ins Aus gehende Bälle zu retten. Kommt ein Spieler dieser Pflicht nicht nach, wird er mit dem Spruch „Retten ist Pflicht“ ins Tor geschickt.
- Familie: Wird ein Tor erzielt, nachdem jeder oder eine bestimmte vorher festgelegte Anzahl Spieler den Ball berührt haben, verliert der Torwart mehrere Leben.
- Hacke, Kopf etc. ist Gold: Vor dem Spiel kann festgelegt werden, ob Schüsse mit bestimmten Körperteilen (z. B. Hacke oder Kopf) nicht dazu führen, dass der Schütze ins Tor muss, falls er den Ball ins Aus spielt.
- Besondere Abschlüsse: Gelingt es einem Spieler, den Ball nach Zuspiel eines anderen noch in der Luft zusätzlich hochzuhalten, bevor er ein Tor erzielt, verliert der Torhüter in entsprechender Anzahl viele Punkte mehr.
- Abwerfen: Um wieder Feldspieler zu werden, kann der Torwart Spieler so abwerfen, dass der Ball vom getroffenen Spieler ins Aus gelangt.
- Schwimmen: Der erste Spieler, der keine Punkte mehr hat, „schwimmt“' und hat somit als Einziger das Recht auf einen Extrapunkt.

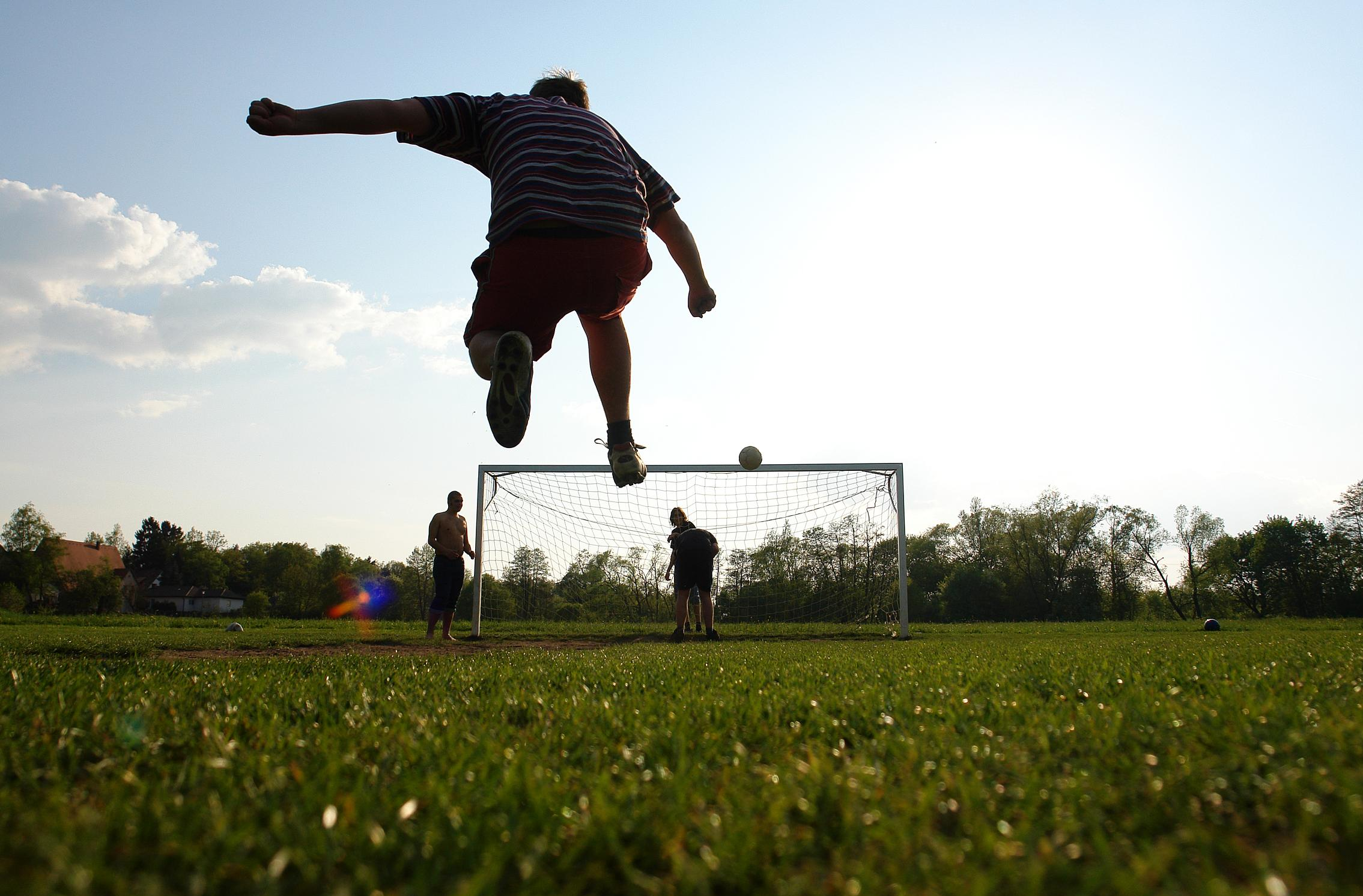
Arschbolzen

- Arschbolzen: Der erste Spieler ohne Punkt muss sich als Verlierer einem Arschbolzen unterziehen: Er stellt sich mit dem Rücken zum Spielfeld gebückt ins Tor, während die verbleibenden Spieler aus einer vereinbarten Entfernung auf sein Gesäß „bolzen“. Die Anzahl der Schüsse errechnet sich aus der Anzahl der verbliebenen Punkte des Schützen.